# Staffordshire bull terrier
L'English Staffordshire Bull Terrier, più comunemente Staffordshire Bull Terrier o Stafford o Staffy, è una delle razze canine di origine britannica nata selezionata dal Bull and Terrier e riconosciuta dalla Federazione Cinologica Internazionale (FCI) (Standard N. 76, Gruppo 3, Sezione 3). Si tratta della quinta razza canina più popolare della Gran Bretagna.
Questa razza fa parte sia dei Terrier di tipo Bull che dei Bull, unendo in questa razza diverse caratteristiche morfologico/caratteriali dei molossoidi a quelle dei terrier. Le sue principali qualità sono il carattere (affettuosissimo e molto equilibrato), l'aspetto fisico (che delinea la sua forza e l'agilità) e la prestanza (espressione attraverso la quale non è mai stanco). 
L'English Staffordshire Bull Terrier non è da confondere con l'American Staffordshire Terrier; anche se di aspetto molto simile, i "cugini" americani sono distinguibili per la loro maggior stazza. Inoltre non dovrebbe essere confuso con l'American Pit Bull Terrier. 

## Storia
La storia di allevamento non regolamentata e la composizione genetica incoerente dei primi antenati dell'English Staffordshire Bull Terrier hanno portato a idee sbagliate sulle sue origini. I singoli tipi e stili di cani incrociati variavano a seconda della regione geografica. Ad esempio, la progenie di un'area poteva presentare una percentuale più alta di terrier che di bulldog; mentre altri rapporti affermano e supportano il fatto che il bulldog fosse preferito al terrier. Gli allevatori di cani hanno fatto selezioni attente per rafforzare i tratti ereditari da tipologie specifiche di cani. Molti dei tratti filogenetici desiderabili della razza sono stati preservati e ulteriormente perfezionati dall'allevamento selettivo, questo per adattarsi meglio allo standard attuale dell'English Staffordshire Bull Terrier come risultato conforme, mentre i tratti indesiderati sono stati del tutto eliminati. 

### Riconoscimento come razza pura
I pedigree tracciabili non esistevano prima della fondazione del Kennel Club (KC) nel 1873 in Inghilterra, che fu inizialmente formato da un gruppo di appassionati di esposizioni canine che volevano preservare la reputazione delle esposizioni canine, e allo stesso tempo evitare frodi da parte degli allevatori stabilendo l'identità e l'origine, documentandone così il pedigree di ogni cane. Il primo volume del Kennel Club Stud Book fu pubblicato nel 1874 e includeva un elenco di esposizioni canine e nomi dei cani che venivano esposti ad ogni esposizione, a partire dalla prima esposizione canina nel 1859. Anche i Bull Terrier e i Bulldog furono riconosciuti e inclusi nel primo volume. 

### Ascendenza condivisa
Delle sei razze distinte che discendono dalle razze bull e terrier, cinque sono riconosciute dall'American Kennel Club (AKC) nel seguente ordine: Bull Terrier, Boston Terrier, American Staffordshire Terrier (AmStaff), English Staffordshire Bull Terrier (Staffy) e Miniature Bull Terrier. Le stesse cinque razze sono riconosciute anche dal Canadian Kennel Club (CKC). Il Kennel Club (KC) riconosce solo quattro delle razze e non accetta l'AmStaff né l'American Pit Bull Terrier (APBT). L'American Pit Bull Terrier è però riconosciuto dall'United Kennel Club (UKC).
Il Kennel Club (KC), che è stato il primo registro di razza ad accettare nel 1935 il nuovo English Staffordshire Bull Terrier nel suo Stud Book; in cui ha dichiarato che la razza "condivide la stessa ascendenza del Bull Terrier, vale a dire Bulldog incrociato con il Black and Tan Terrier, ed è stata sviluppata come cane da combattimento". Hanno inoltre riconosciuto che a causa della "precoce associazione del cane con i combattimenti è stato, per un po' di tempo, difficile ottenere il riconoscimento per la razza". 
Il Canadian Kennel Club (CKC) non ha riconosciuto l'English Staffordshire Bull Terrier fino al 1952 e solo poi ha dato credito all'eredità Bull and Terrier sulla razza: "Il Bull and Terrier potrebbe essere scomparso se non fosse stato per un gruppo di appassionati guidati da Joseph Dunn, che apprezzava i cani per il loro bene e convinse il Kennel Club (KC) a riconoscere la razza come English Staffordshire Bull Terrier, dal nome della contea inglese in cui la razza era più popolare". 
Fu molto più tardi, nel 1974, che l'American Kennel Club (AKC) accettò l'English Staffordshire Bull Terrier nel suo registro di razza come 121° razza ufficiale. 
In Italia la data di pubblicazione riconosciuta nei registri dell'Ente Nazionale Cinofilia Italiana (ENCI) del primo standard di razza dell'English Staffordshire Bull Terrier è del 24 giugno 1987. L'Ente Nazionale Cinofilia Italiana (ENCI) aderisce alla Federazione Cinologica Internazionale (FCI), cui non aderiscono il Kennel Club (KC), l'American Kennel Club (AKC) e lo United Kennel Club (UKC). 

## Carattere
Ha un carattere deciso e molto sicuro di sé; inoltre se viene sfidato da suoi simili risulta dominante, in particolare i maschi. Il proprietario deve quindi essere in grado di comprendere eventuali e potenziali situazioni che potrebbero scaturire in lotte con altri cani. Se non bene socializzato, sin da cucciolo, è da attenzionare nei rapporti con gli altri cani ed in generale con i piccoli animali. 
Con le persone, d'altro canto, risulta molto giocoso ed è adatto anche a condividere la vita con bambini particolarmente molesti; infatti risulta essere un meraviglioso cane da compagnia. È molto affettuoso verso tutti i membri della famiglia oltre che coi bambini, ma verso il padrone nutre un attaccamento fuori dal comune. 
Data la sua vivacità, l'English Staffordshire Bull Terrier ha bisogno quotidianamente di potersi sfogare, anche correndo e saltando liberamente; per cui le sue uscite non potranno essere tutte limitate solo a delle brevi passeggiate al guinzaglio al solo fine di espletare i bisogni biologici.

## Aspetto
L'English Staffordshire Bull Terrier è un cane dalla struttura forte e solida, con grande sviluppo muscolare ma con un movimento molto agile. 
La testa è piuttosto corta, con un cranio largo e piatto, sul quale sono piazzate le orecchie dalla caratteristica forma "a rosa", con portamento semi eretto. 
Per quanto ami passare anche molto tempo all'aria aperta, risulta mal sopportare le temperature alte e basse. Molto facile il mantenimento del suo manto ed in generale della pulizia; inoltre non è un cane che sbava né soffre di particolari problematiche fisiche. 
Lo standard di misure per questa razza sono: altezza al garrese dai 35,5 ai 40,5 cm mentre il peso varia, per i maschi tra i 12 ed i 18 Kg, e per le femmine tra i 10 ed i 15 Kg. Per quanto riguarda l'alimentazione, il fabbisogno alimentare per questo cane, varia a seconda del peso e del sesso, dalle 900 alle 1.600 Kcal/giornaliere per un esemplare adulto.